# Jonathan Jacques-Belletête
Jonathan Jacques-Belletête est un directeur artistique québécois. 
Il a été directeur artistique du jeu Deus Ex: Human Revolution et de Deus Ex : Mankind Divided chez Eidos Montréal. Il est ensuite chargé de la cohérence artistique de l'ensemble de l'univers Deus Ex.
En 2019, il quitte Eidos pour rejoindre Rogue Factor.